# 福·波伦
福·波伦（1903年4月12日—1975年？），一译伏波伦，柬埔寨政治家。福·波伦曾于1960年至1961年期间出任柬埔寨首相。此外，他还担任过教育大臣（1954年—1955年、1958年）、内政大臣（1955年、1958年—1959年、1960年—1961年）、劳工大臣（1958年）等职务。1963年至1964年任柬埔寨驻法国大使。